# Шинзо Короки
Шинзо Короки (јап. 興梠 慎三; Мијазаки, 31. јул 1986) јапански је фудбалер који игра на позицији нападача за Урава Ред Дајмондсе.
За репрезентацију Јапана дебитовао је 9. октобра 2008. на пријатељској утакмици против Уједињених Арапских Емирата.

## Статистика каријере

### Репрезентација
Ажурирано 3. септембра 2015.
| Јапан  | Јапан    | Јапан  |
| Година | Утакмица | Голова |
| ------ | -------- | ------ |
| 2008   | 2        | 0      |
| 2009   | 8        | 0      |
| 2010   | 1        | 0      |
| 2011   | 1        | 0      |
| 2015   | 4        | 0      |
| Укупно | 16       | 0      |